# Patthána
A Patthána (burmai: pa htan:) a théraváda irányzat által képviselt páli kánon egyik buddhista szövege, amely az Abhidhamma-pitaka részét képezi. Teljes, magyar nyelvű fordítása nem létezik.
A Patthána a "Kapcsolatok Könyve", amely a jelenségek okságát és kölcsönös összefüggéseit tárgyalja. A különböző jelenségek közötti oksági kapcsolatokat kívánja feltérképezni, egy 24 tagos ok-okozati kapcsolatrendszer (paccsaja) segítségével. A könyv az Abhidhamma mátrix valamennyi jelenségére kiterjeszti ezt az ok-okozati kapcsolatviszonyt. Négy fő része a következő: a pozitív módszer szerinti eredeztetés, a negatív módszer szerinti eredeztetés, a pozitív-negatív módszer szerinti eredeztetés és a negatív-pozitív módszer szerinti eredeztetés. Ezek mindegyikének hat fejezete van: a triádok, a diászok, az egyesített diászok és triádok, az egyesített triádok és diászok, az egyesített triádok és triádok, és az egyesített diászok és diászok eredetéről. A Páli Kánon a 4. zsinaton összeállított, burmai változatának kiadásában a Patthána öt kötetben összesen 2500 oldalt számlál. Hatalmas mérete, valamint filozófiai jelentősége miatt a Mahápakarana, vagyis a "Nagy Értekezés" címet is viseli.

## Eredete
A hagyomány szerint az Abhidhammát a történelmi Buddha a megvilágosodása után pár évvel tanította a magasabb szintű tanítványainak. Később  megosztotta a tudását egyik legfőbb követőjével is, Száriputtával. A többi tanítványnak Száriputta adta tovább a tanítást. Ez a hagyomány egyértelműen kiderül a Vinaja-pitaka legutolsó könyvéből, a Parivárából (Függelék).
Azonban egyes tudósok az Abhidhamma megírását az i.e. 3. század környékére helyezik, azaz a Buddha halála után 100-200 évvel. Emiatt ők azon a véleményen vannak, hogy a mű nem a Buddha szavait, sokkal inkább a tanítványai szavait adják vissza.  A bristoli egyetem egyik professzora, Dr Rupert Gethin, szerint azonban az Abhidhamma módszerének fontos elemei valóban a Buddha idejéből valók.
Mivel ez a könyv volt a páli kánon legutolsó fő része, ezért a keletkezésének a története meglehetősen szövevényes. A Mahaszangika valamint több másik iskola sem fogadta el a kánon részeként. Voltak iskolák, amelyek viszont az Abhidhamma-pitakába helyezték a Szutta-pitaka 5. gyűjteményét, a Khuddaka-nikáját. Az Abhidhamma páli verziója szigorúan a hínajána iskola részét képezi, amely különbözik más buddhista iskolákétól. A korai iskolák nem jutottak egyezségre a különböző Abhidhamma filozófiákat illetően. A korai buddhizmussal ellentétben az Abhidhamma megjelenésekor már egymástól eltérő irányzatok léteztek. A páli kánon legkorábbi szövegei nem említik az Abhidhammát. Az Első buddhista tanácskozás sem tesz említést az Abhidhammáról, viszont a másik két pitakáról (Vinaja és Szutta) igen.

## Részei
A Patthána részei:
I. könyv - a pozitív módszer szerinti eredeztetés
1. a triádok eredte
2. a diászok eredte
3. az egyesített  diászok és triádok eredte
4. az egyesített triádok és diászok eredte
5. az egyesített triádok és triádok eredte
6. az egyesített diászok és diászok eredete

II. könyv - a negatív módszer szerinti eredeztetés
1. a triádok eredte
2. a diászok eredte
3. az egyesített  diászok és triádok eredte
4. az egyesített triádok és diászok eredte
5. az egyesített triádok és triádok eredte
6. az egyesített diászok és diászok eredete

III. könyv - a pozitív-negatív módszer szerinti eredeztetés
1. a triádok eredte
2. a diászok eredte
3. az egyesített  diászok és triádok eredte
4. az egyesített triádok és diászok eredte
5. az egyesített triádok és triádok eredte
6. az egyesített diászok és diászok eredete

4. könyv - és a negatív-pozitív módszer szerinti eredeztetés
1. a triádok eredte
2. a diászok eredte
3. az egyesített  diászok és triádok eredte
4. az egyesített triádok és diászok eredte
5. az egyesített triádok és triádok eredte
6. az egyesített diászok és diászok eredete